# Anisopodus curvilineatus
Anisopodus curvilineatus är en skalbaggsart som beskrevs av White 1855. Anisopodus curvilineatus ingår i släktet Anisopodus och familjen långhorningar.
Artens utbredningsområde är Paraguay. Inga underarter finns listade i Catalogue of Life.